# Красный богатырь (завод)
«Кра́сный богаты́рь» — бывший завод в Москве, выпускавший резиновую и резино-текстильную обувь (сапожки, сапоги, галоши, боты и другие виды), формовые и неформовые изделия.

## История

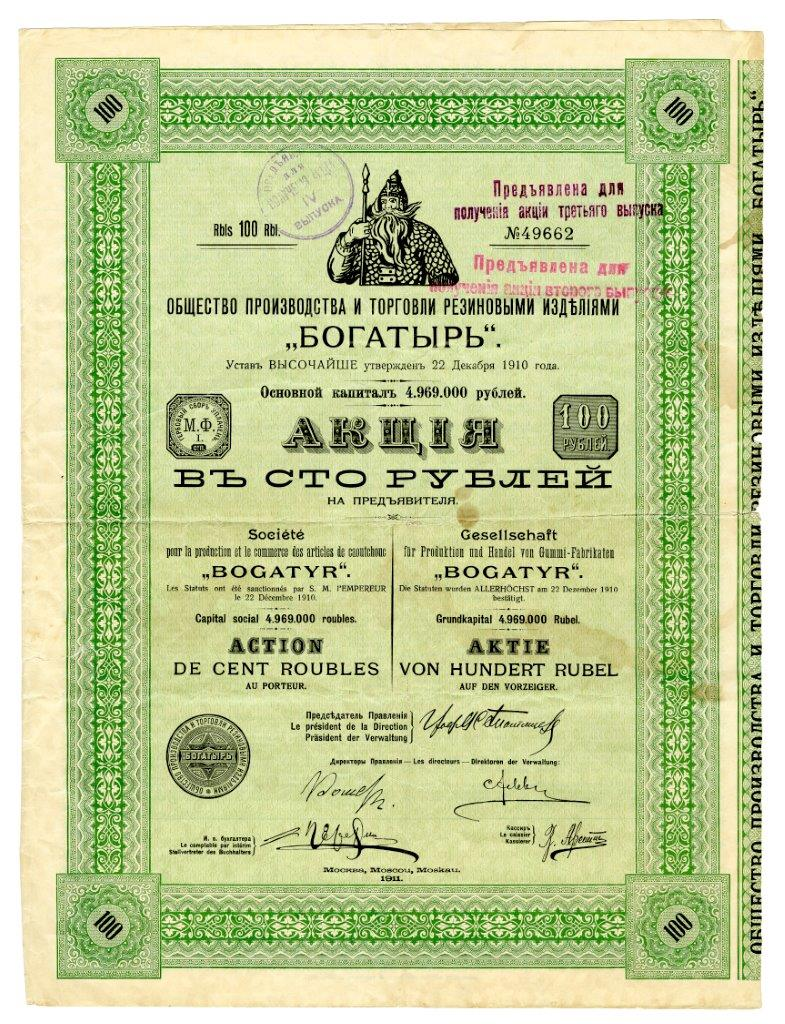
Акция в 100 рублей на предъявителя Общества производства и торговли резиновыми изделиями "Богатырь". Москва, 1911 год.

Созданная в 1887 году как Московское товарищество резиновой мануфактуры в селе Богородском, в 1910 году компания была преобразована в акционерное Общество  производства и торговли резиновыми изделиями «Богатырь».
Главный корпус завода построен по проекту архитектора Г. А. Гельриха и заявлен как памятник архитектуры.
Предприятие, у истоков которого стояли банкир Л. С. Поляков и предприниматель Б. А. Гивартовский, было широко известно — держателями его акций была императорская семья. Председателем правления общества «Богатырь» был известный банкир, действительный статский советник, чиновник особых поручений Министерства финансов Российской империи граф В. С. Татищев
- После Октябрьской революции, в 1918 году, предприятие национализировали и переименовали в Государственный завод резиновой промышленности № 2 «Богатырь».
- В 1923 году завод назван «Красным богатырём»[2].
- С 1927 года организовано конвейерное производство[источник не указан 1944 дня].
- В 1971 году завод был награждён орденом Ленина[источник не указан 1944 дня].
- Вплоть до конца 1980-х годов предприятие процветало, производство расширялось, использовались новая техника, методы, материалы. Моделировались и выпускались разные виды резиновой обуви.
- В 1990-е годы производство стало стабильно сокращаться, а в середине 2000-х годов было полностью остановлено[источник не указан 1944 дня].

## Настоящее время
В настоящее время корпуса завода отданы в аренду различным организациям — в них располагаются офисно-деловой центр, московская ярмарка увлечений и др. Существуют планы по благоустройству и застройке заводской территории жилыми и коммерческими зданиями.
Осенью 2022 года стало известно, что Москомстройинвест выдал разрешение на застройку заводской территории в районе Богородское. Застройка не затронет здание главного корпуса завода, являющееся памятником архитектуры, и ещё несколько исторических зданий.